# Gregorio de Osset
San Gregorio de Osset (probablemente Alcalá del Río, siglo VI - Alcalá del Río, 9 de septiembre del 544) también conocido como san Gregorio Osetano y san Gregorio Bético, fue conocido por su defensa del catolicismo.

## Biografía
En la Hispania visigoda la capital de esta región era Osset (San Juan de Aznalfarache). San Gregorio escribió el libro De Trinitate contra el arrianismo y se lo dedicó a Gala Placidia Augusta. Vivió unos sesenta o setenta años. Por su defensa de la Fe, fue canonizado en el 560 por el arzobispo hispalense. Fue enterrado en la ermita de San Gregorio de Alcalá del Río, donde tuvo una gran devoción y se le atribuyeron milagros por su intercesión. Con la invasión musulmana del siglo VIII esta devoción al santo se fue olvidando. Su tumba fue redescubierta en este lugar tras la Reconquista de la localidad, en 1245. Es el patrón de Alcalá del Río y su festividad se celebra el 9 de septiembre.
Algunos historiadores lo han considerado un obispo.